# Funções elípticas de Weierstrass
Em matemática, funções elípticas de Weierstrass são funções elípticas que tomam uma forma particularmente simples (cf funções elípticas de Jacobi); elas são nomeadas em referência a Karl Weierstrass. Esta classe de funções são também tratadas como funções P e geralmente escritas usando o símbolo {\displaystyle \wp } (uma letra p estilizada chamada p Weierstrass).

Símbolo para a função P de Weierstrass.

## Definições

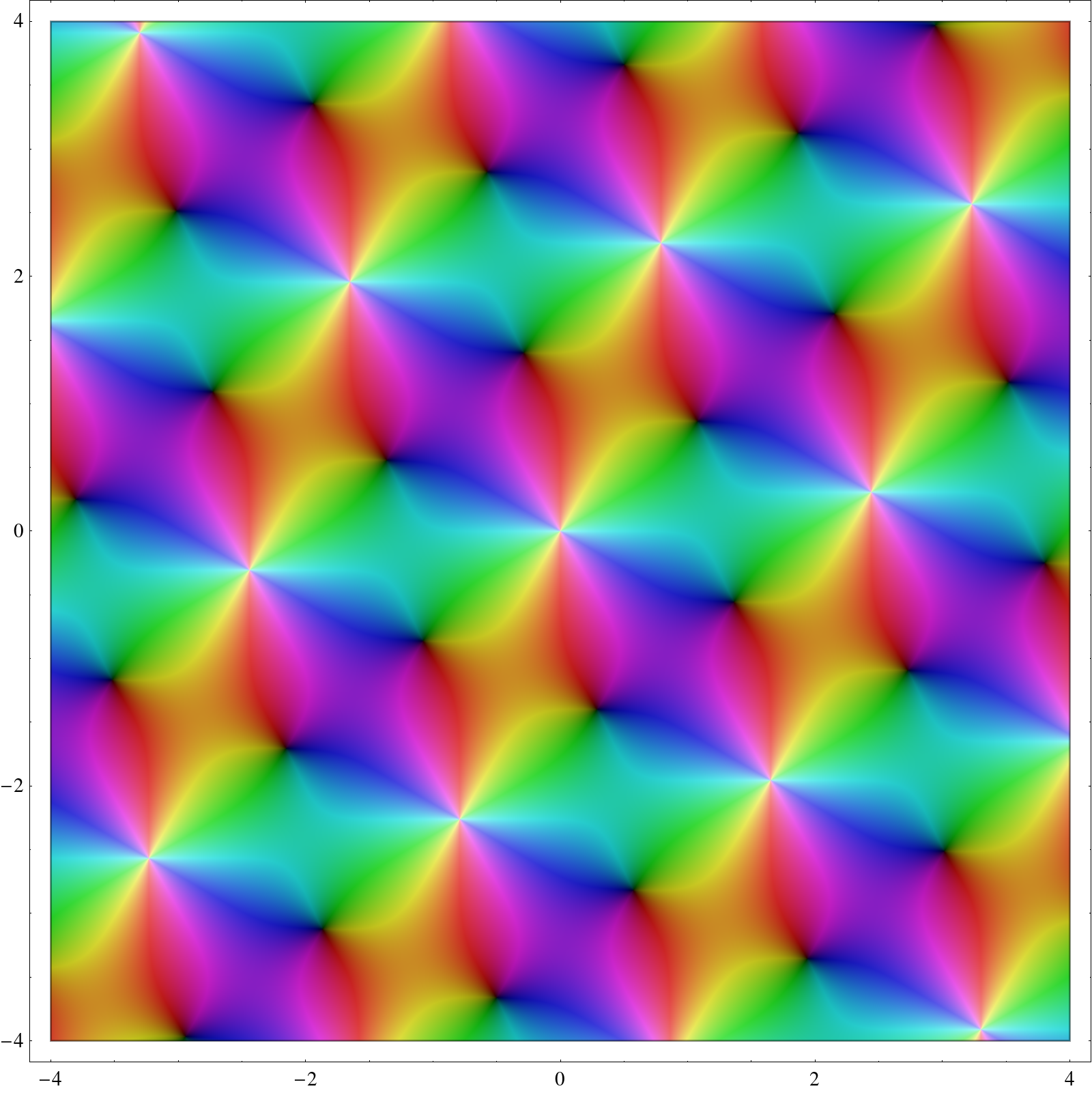
A função P de Weierstrass definida sobre uma porção do plano complexo utilizando uma técnica usual de visualização na qual o branco corresponde a um polo, preto a um zero, e a máxima saturação a Notar um retículo regular dos polos, e dois retículos que se entrecruzam de zeros.

Pode-se definir à função elíptica de Weierstrass de três maneiras muito similares, cada uma delas possui certas vantagens. Uma é como uma função de variável complexa {\displaystyle z} e uma retículo {\displaystyle \Lambda } no plano complexo.  Outra é em termos de {\displaystyle z} e dois números complexos {\displaystyle \omega _{1}} e {\displaystyle \omega _{2}} que definem um par de geradores, ou períodos, do retículo.  A terceira é em termo de {\displaystyle z} e de um módulo {\displaystyle \tau } no semiplano superior. Esta se relaciona com a definição prévia mediante a seguinte expressão {\displaystyle \tau =\omega _{2}/\omega _{1}}, a qual em virtude da convenção usual de pares de períodos se encontra no semiplano superior. Utilizando este método, para um {\displaystyle z} fixo as funções de Weierstrass resultam ser funções modulares de {\displaystyle \tau }.
Considerando os dois períodos a função elíptica de Weierstrass é uma função elíptica com períodos {\displaystyle \omega _{1}} e {\displaystyle \omega _{2}} definida como
{\displaystyle \wp (z;\omega _{1},\omega _{2})={\frac {1}{z^{2}}}+\sum _{m^{2}+n^{2}\neq 0}\left\{{\frac {1}{(z-m\omega _{1}-n\omega _{2})^{2}}}-{\frac {1}{\left(m\omega _{1}+n\omega _{2}\right)^{2}}}\right\}.}
Então {\displaystyle \Lambda =m\omega _{1}+n\omega _{2}} são os pontos do par de retículos, pelo que
{\displaystyle \wp (z;\Lambda )=\wp (z;\omega _{1},\omega _{2})}
para todo par de geradores do retículo define a função de Weierstrass como uma função de uma variável complexa e um retículo.
Se {\displaystyle \tau } é um número complexo no semiplano superior, então
{\displaystyle \wp (z;\tau )=\wp (z;1,\tau )={\frac {1}{z^{2}}}+\sum _{n^{2}+m^{2}\neq 0}{1 \over (z-n-m\tau )^{2}}-{1 \over (n+m\tau )^{2}}.}
A soma indicada anteriormente é homogênea com um grau menos dois, com o qual se pode definir a função {\displaystyle \wp } de Weierstrass para todo par de períodos, como
{\displaystyle \wp (z;\omega _{1},\omega _{2})=\wp (z/\omega _{1};\omega _{2}/\omega _{1})/\omega _{1}^{2}.}
Pode-se calcular {\displaystyle \wp } de forma direta e rápida em termo das funções teta; porque as mesmas convergem rapidamente, esta é uma forma mais veloz de computar-se {\displaystyle \wp } que as séries que nós usamos para definí-las. A fórmula é
{\displaystyle \wp (z;\tau )=\pi ^{2}\vartheta ^{2}(0;\tau )\vartheta _{10}^{2}(0;\tau ){\vartheta _{01}^{2}(z;\tau ) \over \vartheta _{11}^{2}(z;\tau )}+e_{2}(\tau )}
onde
{\displaystyle e_{2}(\tau )=-{\pi ^{2} \over {3}}(\vartheta ^{4}(0;\tau )+\vartheta _{10}^{4}(0;\tau )).}
Existe um polo de segunda ordem em cada ponto do retículo do período (incluindo a origem). Com estas definições, {\displaystyle \wp (z)} é uma função par e sua derivada em relação a {\displaystyle z}, {\displaystyle \wp '}, é uma função ímpar. Posteriores desenvolvimentos da teoria das funções elípticas mostram que a condição sobre a função de Weierstrass (corretamente chamada pe) é determinada pela adição de uma constante e multiplicação por uma constante não nula sobre os polos isolados, entre todos as funções meromorfas com o retículo do período dado.

## Invariantes

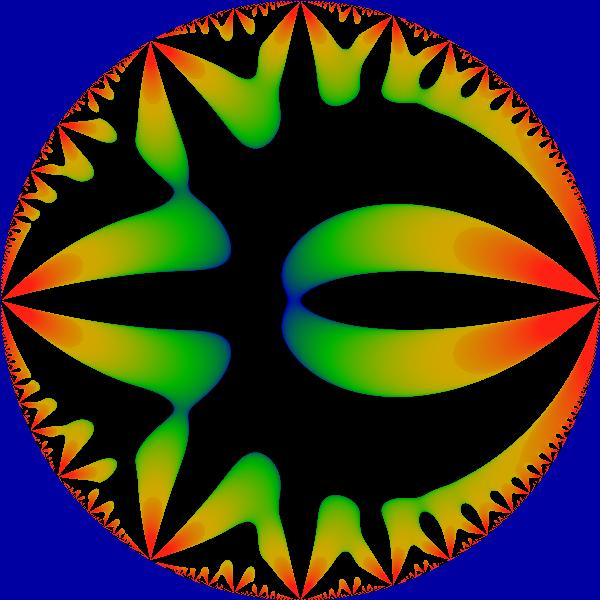
A parte real do invariante g_{3} como uma função do nome q sobre o disco unidade.

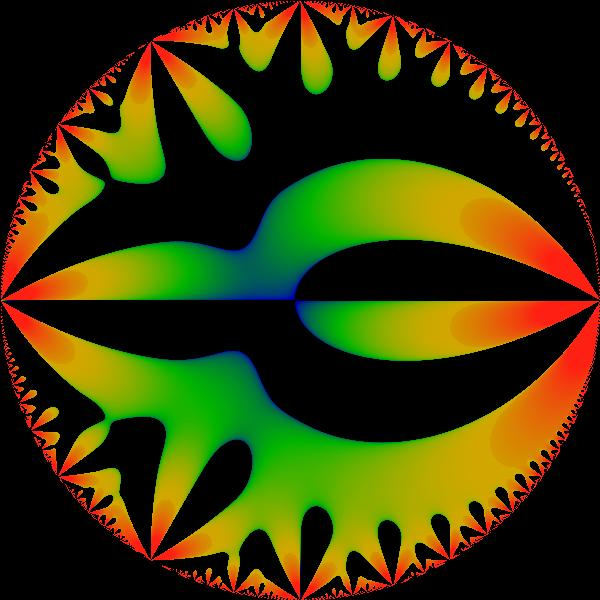
A parte imaginária do invariante g_{3} como uma função do nome q sobre o disco unidade.

Se pontos próximos à origem são considerados a série de Laurent apropriada é
{\displaystyle \wp (z;\omega _{1},\omega _{2})=z^{-2}+{\frac {1}{20}}g_{2}z^{2}+{\frac {1}{28}}g_{3}z^{4}+O(z^{6})}
onde
{\displaystyle g_{2}=60\sum {}'\Omega _{m,n}^{-4},\qquad g_{3}=140\sum {}'\Omega _{m,n}^{-6}.}
(aqui {\displaystyle \Omega _{m,n}=m\omega _{1}+n\omega _{2}} e uma soma tracejada referem-se ao somatório sobre todos os pares de inteiros exceto {\displaystyle m=n=0}). Os números {\displaystyle g_{2}} e {\displaystyle g_{3}} são conhecidos como os invariantes — são dois termos externos da série de Eisenstein. (Abramowitz e Stegun limitam-se ao caso de {\displaystyle g_{2}} real e {\displaystyle g_{3}}, estabelecendo neste caso "parecer abranger a maioria das aplicações"; isto pode ser verdadeiro do ponto de vista de matemática aplicada.  Se {\displaystyle \omega _{1}} é real e {\displaystyle \omega _{2}} puramente imaginário, ou se {\displaystyle \omega _{1}={\overline {\omega _{2}}}}, os invariantes são reais).
Note-se que {\displaystyle g_{2}} e {\displaystyle g_{3}} são funções homogêneas de grau -4 e -6; isto é,
{\displaystyle g_{2}(\lambda \omega _{1},\lambda \omega _{2})=\lambda ^{-4}g_{2}(\omega _{1},\omega _{2})}
e
{\displaystyle g_{3}(\lambda \omega _{1},\lambda \omega _{2})=\lambda ^{-6}g_{3}(\omega _{1},\omega _{2}).}
Então, por convenção, frequentemente escreve-se {\displaystyle g_{2}} e {\displaystyle g_{3}} em termos de razão de meio período {\displaystyle \tau =\omega _{2}/\omega _{1}} e toma-se {\displaystyle \tau } situando-se no meio plano superior. Então, {\displaystyle g_{2}(\tau )=g_{2}(1,\omega _{2}/\omega _{1})} e {\displaystyle g_{3}(\tau )=g_{3}(1,\omega _{2}/\omega _{1})}.
A série de Fourier para {\displaystyle g_{2}} e {\displaystyle g_{3}} pode ser escrita em termos do quadrado da nome {\displaystyle q=\exp(i\pi \tau )} como
{\displaystyle g_{2}(\tau )={\frac {4\pi ^{4}}{3}}\left[1+240\sum _{k=1}^{\infty }\sigma _{3}(k)q^{2k}\right]}
e
{\displaystyle g_{3}(\tau )={\frac {8\pi ^{6}}{27}}\left[1-504\sum _{k=1}^{\infty }\sigma _{5}(k)q^{2k}\right]}
onde {\displaystyle \sigma _{a}(k)} é a função divisor. Esta fórmula pode ser reescrita em termos de série de Lambert.
Os invariantes podem ser expressos em termos de funções teta de Jacobi. Este método é muito conveniente para cálculo numérico: as funções teta convergem muito rapidamente. Na notação de Abramowitz e Stegun, mas notando os semiperíodos primitivos por {\displaystyle \omega _{1},\omega _{2}}, os invariantes satisfazem
{\displaystyle g_{2}(\omega _{1},\omega _{2})={\frac {\pi ^{4}}{12\omega _{1}^{4}}}\left(\theta _{2}(0,q)^{8}-\theta _{3}(0,q)^{4}\theta _{2}(0,q)^{4}+\theta _{3}(0,q)^{8}\right)}
e
{\displaystyle g_{3}(\omega _{1},\omega _{2})={\frac {\pi ^{6}}{(2\omega _{1})^{6}}}\left[{\frac {8}{27}}\left(\theta _{2}(0,q)^{12}+\theta _{3}(0,q)^{12}\right)\right.}
{\displaystyle \left.-{\frac {4}{9}}\left(\theta _{2}(0,q)^{4}+\theta _{3}(0,q)^{4}\right)\cdot \theta _{2}(0,q)^{4}\theta _{3}(0,q)^{4}\right]}
onde {\displaystyle \tau =\omega _{2}/\omega _{1}} é o razão de meio período e {\displaystyle q=e^{\pi i\tau }} é o nome.

### Casos especiais
Se os invariantes são {\displaystyle g_{2}=0}, {\displaystyle g_{3}=1}, então isto é conhecido como o caso equianarmônico; {\displaystyle g_{2}=1}, {\displaystyle g_{3}=0} é o caso lemniscática.

## Equação diferencial
Com esta notação, a função {\displaystyle \wp } satisfaz a seguinte equação diferencial:
{\displaystyle [\wp '(z)]^{2}=4[\wp (z)]^{3}-g_{2}\wp (z)-g_{3},}
onde a dependência em {\displaystyle \omega _{1}} e {\displaystyle \omega _{2}} é suprimida.

## Equação integral
A função elíptica de Weierstrass pode ser dada como a inversa de uma integral elíptica.
Fazendo-se
{\displaystyle u=\int _{y}^{\infty }{\frac {ds}{\sqrt {4s^{3}-g_{2}s-g_{3}}}}.}
Aqui, g2 e g3 são tomados como constantes. Então tem-se
{\displaystyle y=\wp (u).}
O acima segue-se diretamente por integração da equação diferencial.

## Discriminante modular

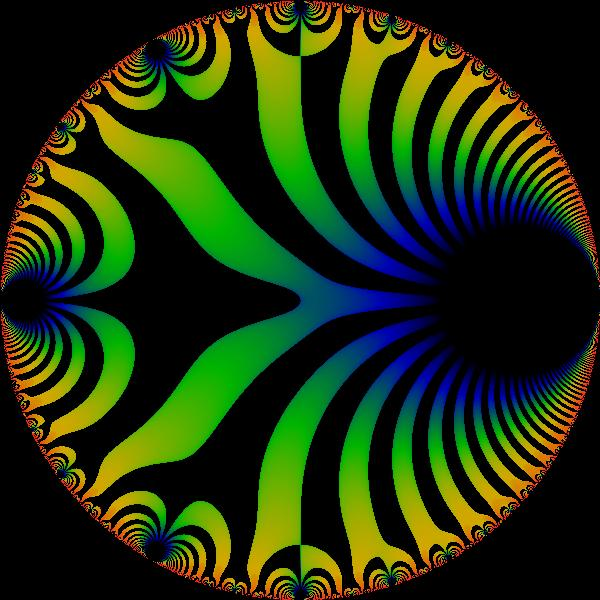
A parte real do discriminante como uma função do nome q no disco unidade.

O discriminante modular {\displaystyle \Delta } é definido como
{\displaystyle \Delta =g_{2}^{3}-27g_{3}^{2}.}
Isto é estudado na forma adequada, como uma forma parabólica, na teoria da forma modular (isto é, como uma função do retículo do período).
Note-se que {\displaystyle \Delta =(2\pi )^{12}\eta ^{24}} onde {\displaystyle \eta } é a função eta de Dedekind.
A presença do 24 pode ser entendida pela conexão com outras ocorrências, como na função eta e no retículo Leech.
O discriminante é uma forma modular de peso 12. Isto é, sob a ação de grupo modular, transforma-se como
{\displaystyle \Delta \left({\frac {a\tau +b}{c\tau +d}}\right)=\left(c\tau +d\right)^{12}\Delta (\tau )}
com τ sendo a razão de meio período, e a,b,c e d sendo inteiros, com ad − bc = 1.

## As constantese1,e2ee3
Considerando-se a equação polinomial cúbica {\displaystyle 4t^{3}-g_{2}t-g_{3}=0} com raízes {\displaystyle e_{1}}, {\displaystyle e_{2}}, e {\displaystyle e_{3}}. Se o discriminante {\displaystyle \Delta =g_{2}^{3}-27g_{3}^{2}} não é zero, nem duas destas raízes são igauis. Já que o termo quadrático desta polinomial cúbica é zero, as raízes são relacionadas pela equação
{\displaystyle e_{1}+e_{2}+e_{3}=0.}
Os coeficientes lineare e constante (g2 and g3, respectivamente) são relacionados às raízes pelas equações
{\displaystyle g_{2}=-4\left(e_{1}e_{2}+e_{1}e_{3}+e_{2}e_{3}\right)=2\left(e_{1}^{2}+e_{2}^{2}+e_{3}^{2}\right)}
{\displaystyle g_{3}=4e_{1}e_{2}e_{3}.}
No caso de invariantes reais, o sinal de {\displaystyle \Delta } determina a natureza das raízes. Se {\displaystyle \Delta >0}, todas as três são reais e é convencional nomeá-las então {\displaystyle e_{1}>e_{2}>e_{3}}. Se {\displaystyle \Delta <0}, é convencional escrever-se {\displaystyle e_{1}=-\alpha +\beta i} (onde {\displaystyle \alpha \geq 0}, {\displaystyle \beta >0}), onde {\displaystyle e_{3}={\overline {e_{1}}}} e {\displaystyle e_{2}} é real e não negativa.
Os meio períodos ω1 e ω2 da função elíptica de Weierstrass são relacionados às raízes
{\displaystyle \wp (\omega _{1})=e_{1}\qquad \wp (\omega _{2})=e_{2}\qquad \wp (\omega _{3})=e_{3}}
onde {\displaystyle \omega _{3}=-(\omega _{1}+\omega _{2})}. Desde que a derivada da função elíptica de Weierstrass iguala-se the above polinomial cúbico do valor da função, {\displaystyle \wp '(\omega _{i})=0} para {\displaystyle i=1,2,3}; se o valor da função iguala-se a raiz do polinômio, a derivada é zero.
Se {\displaystyle g_{2}} e {\displaystyle g_{3}} são reais e {\displaystyle \Delta >0}, a {\displaystyle e_{i}} são todos reais, e {\displaystyle \wp ()} é real sobre o perímetro do retângulo com vértices {\displaystyle 0}, {\displaystyle \omega _{3}}, {\displaystyle \omega _{1}+\omega _{3}}, e {\displaystyle \omega _{1}}. Se as raízes são ordenadas como above ({\displaystyle e_{1}>e_{2}>e_{3}}), então o primeiro meio período é completamente real
{\displaystyle \omega _{1}=\int _{e_{1}}^{\infty }{\frac {dz}{\sqrt {4z^{3}-g_{2}z-g_{3}}}}}
considerando-se que o terceiro meio período é completamente imaginário
{\displaystyle \omega _{3}=i\int _{-e_{3}}^{\infty }{\frac {dz}{\sqrt {4z^{3}-g_{2}z-g_{3}}}}.}

## Teoremas de adição
As funções elípticas de Weierstrass tem diversas propriedades que podem ser provadas:
{\displaystyle \det {\begin{bmatrix}\wp (z)&\wp '(z)&1\\\wp (y)&\wp '(y)&1\\\wp (z+y)&-\wp '(z+y)&1\end{bmatrix}}=0}
(uma versão simétrica seria
{\displaystyle \det {\begin{bmatrix}\wp (u)&\wp '(u)&1\\\wp (v)&\wp '(v)&1\\\wp (w)&\wp '(w)&1\end{bmatrix}}=0}
Onde {\displaystyle u+v+w=0}).
Além disso
{\displaystyle \wp (z+y)={\frac {1}{4}}\left\{{\frac {\wp '(z)-\wp '(y)}{\wp (z)-\wp (y)}}\right\}^{2}-\wp (z)-\wp (y).}
e a fórmula da duplicação
{\displaystyle \wp (2z)={\frac {1}{4}}\left\{{\frac {\wp ''(z)}{\wp '(z)}}\right\}^{2}-2\wp (z),}
exceto {\displaystyle 2z} que é um período.

## O caso com 1 um meio período básico
Se {\displaystyle \omega _{1}=1}, muito da teoria acima torna-se mais simples; é então convencional escrever-se {\displaystyle \tau } para {\displaystyle \omega _{2}}. Para um τ fixo no meio plano superior, então a parte imaginária de τ é positiva, nós definimos a função Weierstrass {\displaystyle \wp } por
{\displaystyle \wp (z;\tau )={\frac {1}{z^{2}}}+\sum _{n^{2}+m^{2}\neq 0}{1 \over (z-n-m\tau )^{2}}-{1 \over (n+m\tau )^{2}}.}
A soma estende-se sobre o retículo {n+mτ : n e m in Z} com a origem omitida.
Aqui consideramos τ como fixo e {\displaystyle \wp } como uma função de {\displaystyle z}; fixando {\displaystyle z} e deixando τ variar a condução dentro da área das funções elípticas modulares.

## Teoria geral
{\displaystyle \wp } é uma função meromorfa no plano complexo com um duplo polo a cada ponto do retículo. É duplamente periódico com os períodos 1 e τ; isto significa que {\displaystyle \wp } satisfaz
{\displaystyle \wp (z+1)=\wp (z+\tau )=\wp (z)}
A soma acima é homogênea de grau menos dois, e se {\displaystyle c} é qualquer número complexo não zero,
{\displaystyle \wp (cz;c\tau )=\wp (z;\tau )/c^{2}}
dos quais nós podemos definir a função Weierstrass {\displaystyle \wp } para qualquer par de períodos. Nós também podemos tomar a derivada (evidentemente, em relação a z) e obter uma função algebricamente relacionada a {\displaystyle \wp } por
{\displaystyle \wp '^{2}=\wp ^{3}-g_{2}\wp -g_{3}}
onde {\displaystyle g_{2}} and {\displaystyle g_{3}} depende somente de τ, sendo forma modular. A equação
{\displaystyle Y^{2}=X^{3}-g_{2}X-g_{3}}
define uma curva elíptica, e nós vemos que {\displaystyle (\wp ,\wp ')} é uma parametrização desta curva.
A totalidade das funções meromorfas duplamente periódicas com dados períodos define uma função corpo algébrico, associado a esta curva.
Podemos mostrar que este corpo é
{\displaystyle \mathbb {C} (\wp ,\wp '),}
então todas estas funções são funções racionais na função Weierstrass e sua derivada.
Nós também podemos inserir um paralelograma de período único em um toro, ou superfície de Riemann em forma de "donut" , e tendo as funções elípticas associadas a um dado par de períodos como sendo funções definidas sobre esta superfície de Riemann.
As raízes {\displaystyle e_{1}}, {\displaystyle e_{2}}, e {\displaystyle e_{3}} da equação {\displaystyle X^{3}-g_{2}X-g_{3}} dependem de τ e podem ser expressas em termos de funções teta; nós temos
{\displaystyle e_{1}(\tau )={\pi ^{2} \over {3}}(\vartheta ^{4}(0;\tau )+\vartheta _{01}^{4}(0;\tau )),}
{\displaystyle e_{2}(\tau )=-{\pi ^{2} \over {3}}(\vartheta ^{4}(0;\tau )+\vartheta _{10}^{4}(0;\tau )),}
{\displaystyle e_{3}(\tau )={\pi ^{2} \over {3}}(\vartheta _{10}^{4}(0;\tau )-\vartheta _{01}^{4}(0;\tau )).}
Dado que {\displaystyle g_{2}=-4(e_{1}e_{2}+e_{2}e_{3}+e_{3}e_{1})} e {\displaystyle g_{3}=4e_{1}e_{2}e_{3}} nós temos estes também em termos de funções teta.
Podemos também expressar {\displaystyle \wp } em termos de funções theta; porque estas convergem muito rapidamente, este é um meio mais rápido de cálculo {\displaystyle \wp } que as séries que usamos para definí-las.
{\displaystyle \wp (z;\tau )=\pi ^{2}\vartheta ^{2}(0;\tau )\vartheta _{10}^{2}(0;\tau ){\vartheta _{01}^{2}(z;\tau ) \over \vartheta _{11}^{2}(z;\tau )}+e_{2}(\tau ).}
A função {\displaystyle \wp } tem dois zeros (módulos de períodos) e a função {\displaystyle \wp '} tem três. Os zeros de {\displaystyle \wp '} são fáceis de serem encontrados: dado que {\displaystyle \wp '} é uma função ímpar devem estar em pontos de meio período. Por outro lado é muito difícil expressar os zeros de {\displaystyle \wp } por forma fechada, exceto para valores especiais do módulo (e.g. quando o retículo do período é inteiro de Gauss). Uma expressão foi encontrada por Zagier e Eichler.
A teoria de Weierstrass também inclui a função zeta de Weierstrass, a qual é uma integral indefinida de {\displaystyle \wp } e não duplamente periódica, e uma função teta chamada função sigma de Weierstrass, da qual sua função zeta é a derivada logarítmica. A função sigma tem zeros em todos os pontos do período (somente), e pode ser expressa em termos de funções de Jacobi. Isto dá um meio de conversão entre notações de Weierstrass e Jacobi.
A função sigma de Weierstrass é uma função inteira; desempenha o papel de função 'típica' na teoria de funções inteiras aleatórias de J. E. Littlewood.

## Relação com as funções elípticas de Jacobi
Para trabalho numérico, é frequentemente conveniente calcular a função elíptica de Weierstrass em termos das funções elípticas de Jacobi. As relações básicas são
{\displaystyle \wp (z)=e_{3}+{\frac {e_{1}-e_{3}}{\mathrm {sn} ^{2}w}}=e_{2}+\left(e_{1}-e_{3}\right){\frac {\mathrm {dn} ^{2}w}{\mathrm {sn} ^{2}w}}=e_{1}+\left(e_{1}-e_{3}\right){\frac {\mathrm {cn} ^{2}w}{\mathrm {sn} ^{2}w}}}
onde e1-3 são as três raízes descritas acima e onde o módulo k das funções de Jacobi iguala-se
{\displaystyle k\equiv {\sqrt {\frac {e_{2}-e_{3}}{e_{1}-e_{3}}}}}
e seu argumento w iguala-se
{\displaystyle w\equiv z{\sqrt {e_{1}-e_{3}}}.}